# Masai
I Masai (o Maasai) sono un popolo nilotico che vive sugli altopiani intorno al confine fra Kenya e Tanzania. Considerati spesso nomadi o semi-nomadi, sono in realtà tradizionalmente allevatori transumanti e oggi spesso addirittura stanziali (soprattutto in Kenya). La transizione a uno stile di vita stanziale si accompagna a quella dall'allevamento all'agricoltura come fonte primaria di sostentamento; questa trasformazione è evidente nei clan masai kenioti come Kaputiei, Matapato e Kikunyuki e in Tanzania presso gli Arusha.

La Bandiera del Popolo Masai

I masai parlano il "maa", da cui il nome dell'etnia che è da loro pronunciato maasai. La lingua appartiene al gruppo delle lingue nilo-sahariane ed è dello stesso ramo delle lingue di popoli nilotici quali i pokot, i dinka ed i nuer. I masai sono il popolo nilotico che, in Africa, vive più a meridione.
Oggi sono divisi in dodici clan (Keekonyokie, Damat, Purko, Wuasinkishu, Siria, Laitayiok, Loitai, Kisonko, Matapato, Dalalekutuk, Loodokolani e Kaputiei), anche se esistono clan minori, citati come sottoclan.

## Storia
I masai raccontano che la loro origine ebbe luogo quando il progenitore di tutti i masai - Mamasinta - risalì il grande burrone. Il riferimento geografico calza bene con la serie di ripide scarpate che separano la valle del lago Turkana, nel nord del Kenya, dagli altopiani centrali del paese.
Combinando la tradizione orale con gli indizi linguistici e archeologici, si sa che i masai hanno iniziato la loro migrazione verso sud dalla valle del Nilo verso il XVI secolo. Si trattò di una grande migrazione di popoli nilotici che daranno vita a tutti i nilotici che ora vivono: nel sud del Sudan, in Uganda, in Kenya e in Tanzania.
Le tradizioni orali dei Turkana e dei Pokot parlano di un'epica battaglia combattutasi nella zona sud del distretto Turkana odierno. La battaglia si sarebbe conclusa con la vittoria dei Pokot. I Turkana si sarebbero divisi dando vita ai Karamojong e altri gruppi ora viventi attorno al monte Elgon. I masai si sarebbero divisi, spostandosi alcuni verso le savane a sud del monte Marsabit (i samburu), altri verso il monte Elgon, e il resto verso gli altopiani di Laikipia. Da qui avrebbero raggiunto i territori che occupano attualmente - contee di Kajiado, Narok e Trans-Mara in Kenya, e tutto il nord della Tanzania fino a Dodoma - arrivando alla massima estensione verso il 1750. Questa data è estrapolata dalla serie dei gruppi di iniziazione. Ogni serie ha un nome che viene tramandato oralmente, e ogni serie dura circa vent'anni.
I masai dividevano il territorio in aree sotto il loro stretto controllo - ogni clan conosceva l'estensione di sua proprietà ed ogni famiglia del clan conosceva perfettamente i terreni loro appartenenti. C'erano anche aree di passaggio e di pascolo libero, usate solitamente in caso di carestia o particolare siccità, e aree condivise con altri gruppi etnici, ad esempio i monti del Mau Range, le foreste abitate da Ndorobo, Elgeyo e Marakwet, le aree di confine con i Kikuyu.
I masai vennero chiamati con il nome di feroci guerrieri. Queste dicerie erano messe in giro dai portatori kamba e dai mercanti arabi che volevano scoraggiare altri gruppi ad esplorare l'interno e stabilire rotte mercantili alternative. Se è vero che i masai usavano razziare il bestiame di altri gruppi etnici, questo vale per tutte le etnie. Nei riguardi dei carovanieri schiavisti, si sa che i masai li combattevano solo se cercavano di catturare schiavi tra la loro gente. Le maggiori rotte usate dagli schiavisti passavano nel bel mezzo del territorio masai e la tratta è continuata per almeno tre secoli. Nei confronti dei coloni bianchi, si conosce un solo caso di attacco di massa. Si trattava di una vendetta dopo che un gruppo di inglesi aveva ucciso dei buoi e rubato altri capi di bestiame nella zona dell'odierna Mahi Mahiu, a circa 50 km ad ovest di Nairobi.
Tra il 1883 e il 1902, i masai soffrirono a causa della peste bovina e del vaiolo. Negli stessi anni, una serie di siccità (non piovve totalmente nel 1897 e 1898) portò alla morte di gran parte del bestiame e forse di un terzo della popolazione. Allo stesso tempo, lotte interne portarono alla scomparsa quasi totale di alcuni clan, quali i Laikipia, e a nuovi rapporti tra i diversi clan.
L'arrivo dei colonizzatori inglesi corrisponde a questo periodo di debolezza sociale dei masai che, con due trattati nel 1904 e 1911 videro il loro territorio drasticamente ridotto in Kenya. In Tanzania, essi persero tutti i terreni più fertili dal Kilimanjaro al monte Meru (da non confondere con l'omonimo monte in Kenya).
Altro terreno venne perso con la creazione dei grandi parchi nazionali della regione Amboseli, Hell's Gate, Masai Mara, Nairobi, Samburu, Lago Nakuru e Tsavo in Kenya; Lago Manyara, Ngorongoro, Tarangire e Serengeti in Tanzania. Occorre però dire che molte aree di questi parchi sono ora aperte al pascolo o lasciate in gestione alle comunità locali.
Proprio perché le loro terre gli sono state sottratte per far spazio ad aziende agricole, allevamenti o parchi nazionali gestiti dal governo, i Masai sono oggi costretti a vivere nelle aree più sterili e aride.
Nel settembre 2013, il governo della Tanzania ha annunciato di aver abbandonato il progetto per la creazione di un'area protetta che avrebbe sottratto ai Masai 1.500 chilometri quadrati di terra. Il primo ministro ha dichiarato che l'area di Loliondo rimarrà ai Masai, i quali ne hanno “buona cura” da “tempo immemorabile”.

## Cultura
I masai sono tradizionalmente pastori e la loro cultura gravita attorno alla cura del bestiame. Ci sono prove certe di un periodo agricolo prima dell'arrivo nelle aree che occupano odiernamente, e la tendenza verso l'agricoltura e la sedentarizzazione è sempre più spinta a causa dei pascoli sempre più limitati e dal bisogno di denaro contante che ha sostituito il sistema di baratto della società pre-coloniale.
I masai hanno una struttura patriarcale e gli anziani hanno potere decisivo quasi assoluto per quanto riguarda gli affari comunitari. Il consiglio degli anziani è anche chiamato a dare giudizi legali quando due o più contendenti non siano d'accordo su come applicare le leggi orali. Non esiste la punizione capitale, ma pene severe possono essere comminate ad assassini e a coloro che gravemente mancano di rispetto agli anziani. Nei casi più semplici, una richiesta di scuse, un pagamento di una multa in bestiame, sono sufficienti a porre fine ad un caso giuridico.
Nel caso di assassinio, se si provano la colpevolezza e la mancanza di attenuanti, il colpevole dovrà pagare una multa e può essere condannato a non passare sulle terre del clan della vittima. In caso contrario, chiunque della famiglia della vittima potrebbe ucciderlo senza essere considerato colpevole. Tale punizione può essere troppo difficile da sopportare e spingere il reo a lasciare la sua zona di residenza. In questo caso, sarà sempre trattato da straniero dovunque andrà a stabilirsi, con una notevole caduta sul piano sociale e perdita di autorevolezza nel consiglio degli anziani.
Gli anziani decidono quando iniziare un nuovo gruppo di iniziazione, che dà vita ad un nuovo gruppo di età. Essi sceglieranno chi sarà ammesso alla prima e alla seconda chiamata (gruppo della destra e gruppo della sinistra). A loro è affidato il compito di decidere i vari ruoli degli iniziati. Alcuni di questi, ad esempio l'oloibon (sacerdote), dureranno tutta la vita. Tutti i passaggi di età - iniziato, moran (guerriero), giovane anziano, anziano - verranno scanditi da una preparazione segreta, da rituali specifici, che spesso richiedono la costruzione di un recinto particolare (manyatta), diverso dalla normale casa (enkang).
Altri rituali riguardano la nascita e la morte. Le donne hanno anch'esse un sistema di iniziazione parallelo a quello maschile fino al matrimonio. Dopo il matrimonio, la donna partecipa ai rituali di passaggio del marito. Rituali particolari vengono decisi per la richiesta della pioggia e nel caso di infertilità femminile.

## Religione
I masai sono monoteisti e credono in Enkai, dio che si rivela con colori diversi a seconda dell'umore. Dio è nero (narok) quando è buono, rosso (nanyokie) quando è irritato. La vera natura di dio è difficile da capire, ma si sa che dio è soprattutto parnumin, il Dio di tanti colori e cioè una realtà complessa. Dio ama gli esseri umani e li aiuta in caso di bisogno. In questo, Dio è aiutato da una serie di esseri spirituali, alcuni dei quali sono da lui mandati a seguire le vicende umane.
La persona incaricata dal sacro è l'Oloibon. Questi conosce i rituali ed è in grado di fungere da medium verso Dio, ma anche di portare il messaggio di Dio alla gente. L'Oloibon ha una funzione sacrale. Il suo ruolo sociale dipende dall'influenza personale e non dal suo essere dedicato al sacro.
Spesso le donne hanno un ruolo sacrale. In molte famiglie, la donna è la prima ad alzarsi e benedice il recinto della casa ai quattro punti cardinali con acqua posta in una zucchetta e sparsa con un rametto di oseki, un albero sacro. La maggioranza dei masai è oggi cristiana o vicina al cristianesimo.

## Abitazione

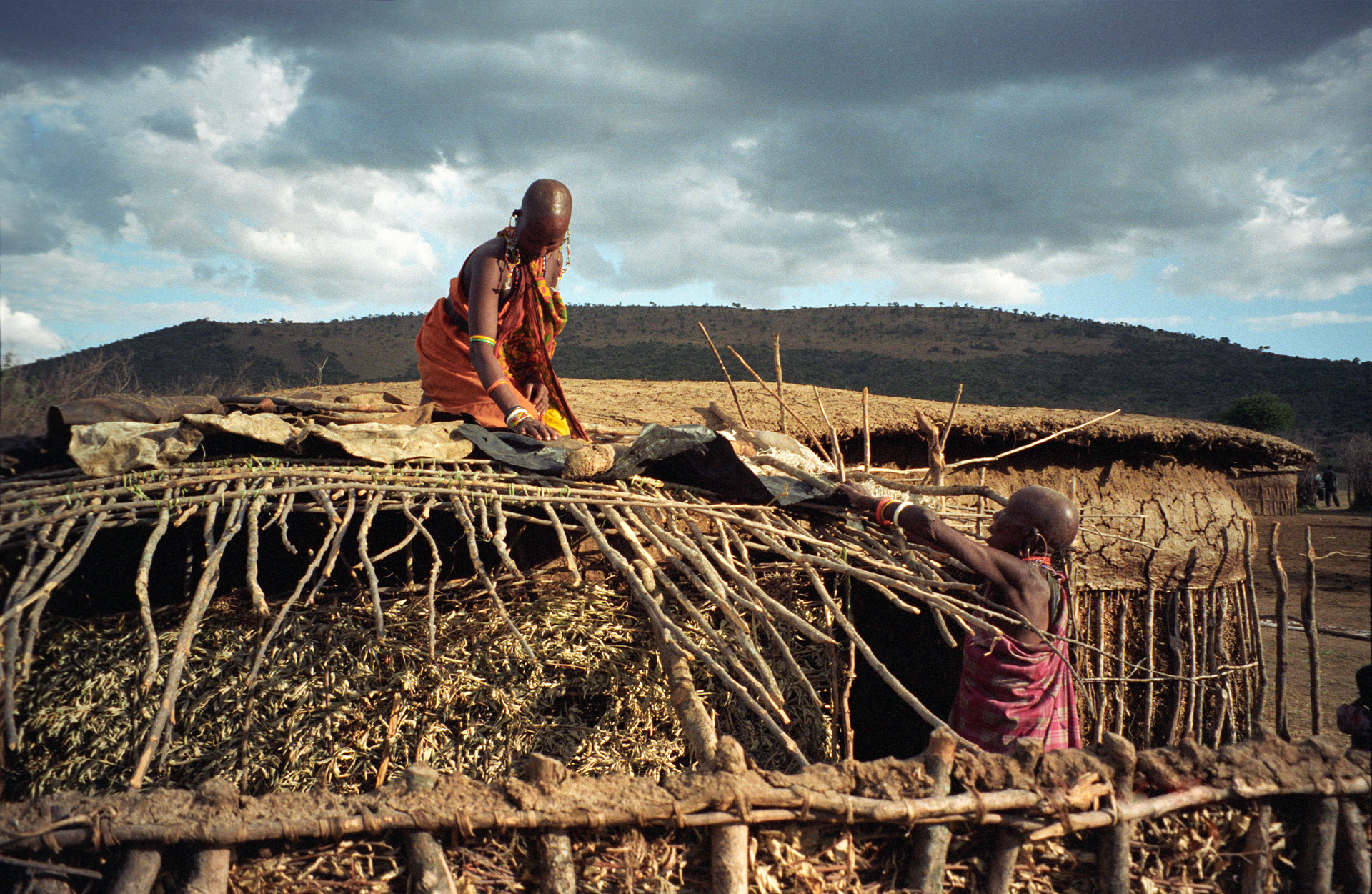
Donne masai riparano una casa

Mentre nel passato le abitazioni erano fatte per resistere poco tempo, negli ultimi due secoli i masai hanno dato vita ad una casa (enkang) abbastanza standardizzata. L'enkang tradizionale prevede un recinto spinoso all'esterno per proteggersi dagli animali selvatici e un recinto spinoso all'interno per accogliere il bestiame alla sera. Nel secondo recinto vi è anche un reparto separato per vitelli e agnelli.
La prima casa sulla destra dell'entrata principale è la casa del capo famiglia, la seguente quella della prima moglie. La prima casa sulla sinistra sarà quella della seconda moglie, se presente. A seguire sono le casette per i bambini e le bambine. I figli vivono con la madre fino a circa 5 anni di età, dopo dormono da soli. L'uomo dorme da solo e fa visita alla moglie quando necessario.
Le singole case sono fatte con sterco mescolato a fango e posto su una struttura di rami flessibili. La forma è ovale con l'entrata bassa nel punto di minor larghezza. All'interno la casa è divisa in tre sezioni. Al centro un focolare dove cucinare, ad un capo il letto dell'occupante, dall'altro lato il letto per i bambini o un piccolo ripostiglio. L'altezza massima della casa è di circa 1,5 metri.
Tale tipo di costruzione sta ormai sparendo e lasciando il posto a costruzioni stabili in pietra o in lamiera metallica.

## Organizzazione sociale

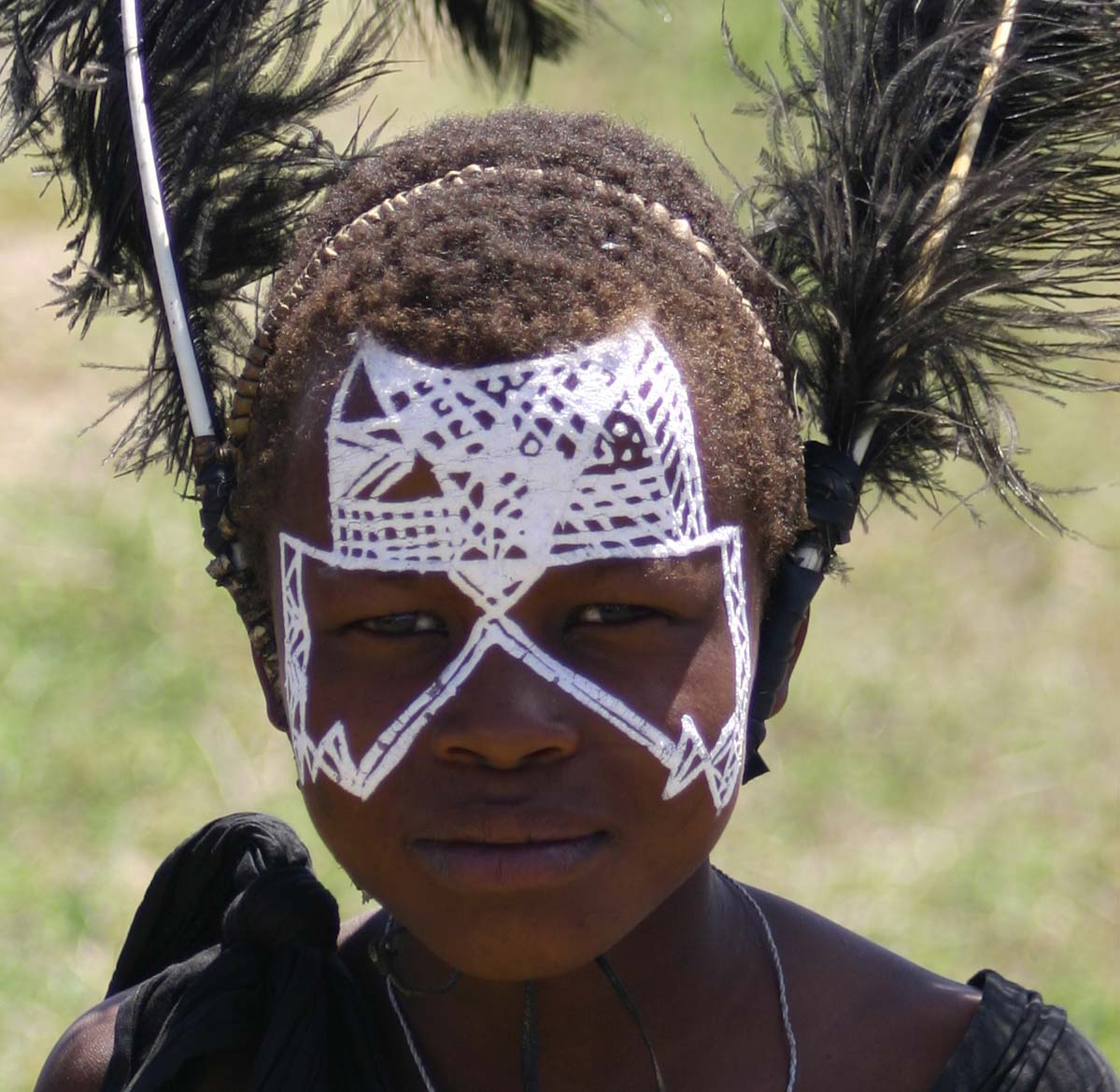
Un moran con i segni dell'iniziazione.

L'unità centrale della società masai è data dal gruppo di età. I bambini sono considerati veramente tali dopo una settimana circa dalla nascita, momento scandito dalla cerimonia del nome. È il padre a dare il nome ai figli, a volte la madre dà o suggerisce il nome delle figlie. I bambini piccoli, nella vita tradizionale, erano incaricati di far pascolare i vitellini e gli agnelli, le bambine di portare l'acqua, pulire l'enkang e aiutare nella cucina.
Ogni 15-20 anni, gli anziani decidono l'inizio di un nuovo ciclo di iniziazione. Tutti i giovani non ancora iniziati fino ai bambini di circa 12 anni, vengono a far parte dello stesso gruppo, diviso in due tornate – la destra e la sinistra. Questa divisione verrà mantenuta per tutta la vita. Dopo varie cerimonie, il rito più importante è la circoncisione (emorata) che deve essere sopportata in silenzio. Dopo la circoncisione il giovane è considerato un moran, giovane guerriero. Dopo la circoncisione e, per circa 6 mesi, il moran dovrà vestirsi di nero e potrà disegnare sul viso dei simboli usando terra bianca. In questo periodo, i moran vivranno in una casa speciale, manyatta, costruita sul modello dell'enkang, ma senza barriere spinose, inutili visto la presenza di tanti guerrieri. All'incirca al tempo dell'emorata, il gruppo che ha avuto la circoncisione durante la precedente emorata passerà di grado, diventando guerriero anziano. A sua volta, il gruppo precedente farà il passaggio per diventare anziano (primo grado) con la cerimonia dell'eunoto.
In Kenya, gli anziani hanno negato l'inizio di un nuovo gruppo di età - almeno formalmente - sin dal 1990 circa. Di fatto l'iniziazione è continuata ma, per ragioni politiche, molti hanno dovuto rimanere nel gruppo dei guerrieri ben dopo l'età normale. L'ultimo gruppo di età ad essere stato iniziato è quello dei Kikunyuki (le api) che dovrebbe giungere all'eunoto verso il 2010. Il gruppo precedente, i Pokonyeki, hanno avuto uno dei più grandi divari di età mai visto in un gruppo di età, con circa 25 anni di differenza tra i più giovani e i più vecchi. In passato, i giovani dovevano partecipare ad una caccia al leone prima di essere iniziati. Questo rituale è stato sospeso. In ogni caso, ancora oggi un moran che uccidesse un leone acquisterebbe il rispetto del clan.

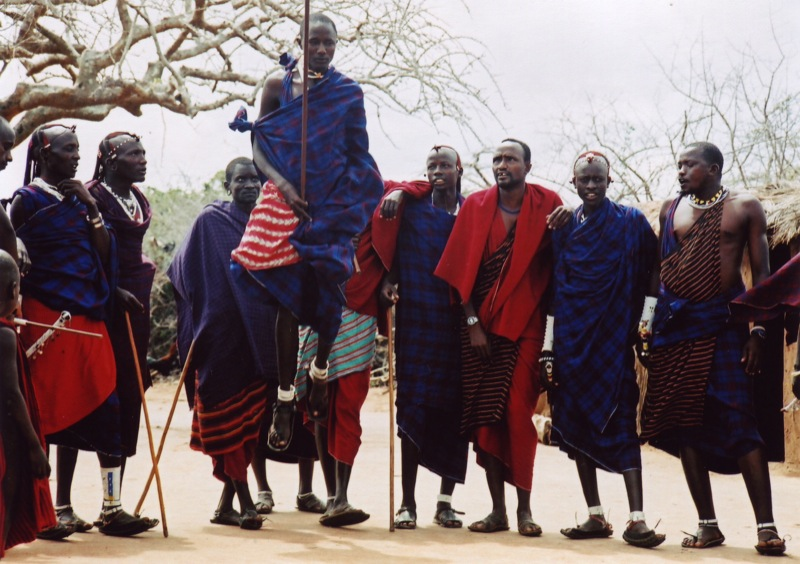
L'adamu, una danza masai

Le donne hanno un loro rito di passaggio, la mutilazione genitale. La maggioranza dei clan prevede la clitoridectomia, altri richiedono anche l'escissione delle grandi labbra della vagina. Queste pratiche sono sotto accusa. Vietate dalla legge, sono rifiutate da molte ragazze che desiderano invece un tipo incruento di iniziazione. In molte zone, le donne obbligano le figlie alla circoncisione poiché sarebbe impensabile sposare una figlia ad un buon partito senza questa cerimonia. In ogni caso, anche i giovani masai stanno cambiando le loro aspettative e spesso sono loro a spingere per un cambiamento di questo rituale.
Nel passato si insisteva sull'informazione che una donna masai fosse disponibile per l'attività sessuale con il marito e con tutti i suoi compagni di iniziazione. Si tratta di una notizia parzialmente falsa. Mentre l'uomo può sposare più di una donna, alla donna si richiede la fedeltà coniugale. Se essa decidesse di avere rapporti sessuali con un altro uomo, questo sarebbe considerato un fatto grave. Se da questa unione dovesse nascere un figlio, il colpevole dovrebbe pagare una multa e il figlio verrebbe riconosciuto dal marito della donna. Alcuni uomini, che non hanno avuto figli maschi, chiedono ad una figlia di figliare per loro. La donna è libera di avere rapporti sessuali con chiunque lo desideri, i figli saranno del padre che così avrà un erede a cui lasciare i propri beni - le donne non hanno diritto all'eredità poiché sposandosi lasciano la loro famiglia e sono inserite nella famiglia del marito. Anche donne rimaste vedove e senza figli maschi possono "sposare" un'altra donna. Questo avviene pagando il prezzo del matrimonio consuetudinario alla famiglia della prescelta che provvederà a dare alla luce un figlio maschio che potrà ricevere così l'eredità.
Il divorzio è previsto e regolato da leggi molto restrittive. Se il divorzio - (kitala) - venisse accettato, dovrebbe essere consensuale e la famiglia della donna dovrebbe restituire parte del prezzo di matrimonio (in passato erroneamente chiamato dote). I figli sono sempre del padre, se questi ha pagato il bestiame stabilito, del clan della madre se non c'è stata ufficializzazione del matrimonio o il pattuito non è stato versato al clan della moglie.

## Arte
I masai non hanno strumenti musicali. Il canto è sempre a cappella, senza accompagnamento musicale. Il coro può dare un tono continuo o un'armonia, su questa base il cantante principale - olo-aranyani - canta il tema musicale. La maggioranza delle canzoni masai prevedono un solista che annuncia il tema del canto ed un coro che risponde in maniera antifonale oppure con un solo vocabolo. Nella musica religiosa, il solista normalmente inneggia a Dio mentre il coro chiede a Dio di venire - ou - con un tono basso, forte e ritmato.

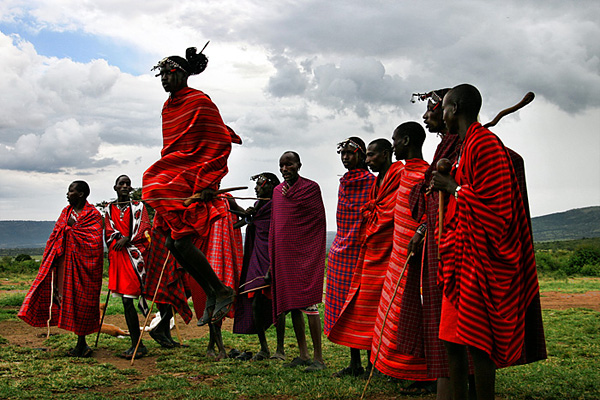
Danza masai.

Le canzoni accompagnano la danza, normalmente una serie di salti fatti a turno dagli uomini. Le donne muovono il collo in avanti e indietro, emettendo dei suoni che risultano sincopati. Le donne cantano canzoni mentre lavorano, specialmente alla mungitura, all'allattamento e per lodare i propri figli. I moran cantano lodando i propri meriti, quelli del gruppo di età oppure per far innamorare una ragazza. Le arti grafiche non sono molto sviluppate. I disegni simbolici applicati al viso e al tronco durante alcuni momenti della vita hanno un significato spirituale più che di trasmissione di ideali. Non si fa uso di maschere, mentre il corpo viene modificato con tatuaggi o tagli (vedi sotto).
I disegni usati nella confezione di braccialetti e orecchini hanno un significato particolare. I colori usati indicano il clan di appartenenza, possono indicare lo status della persona o dare un messaggio particolare, pace, concordia e disponibilità. Non si può parlare, però, di un uso di questi disegni per comunicare pensieri sofisticati, come accade in altre culture africane.
In tempi recenti, i masai hanno sfruttato alcuni simbolismi per la produzione di oggetti da vendere ai turisti. Inutile dire che la maggioranza di questi oggetti sia prodotta in serie e spesso da persone che non sono masai, ma che ne copiano lo stile. La produzione di lampade, mobilia e utensili con segni masai non può essere considerata uno sviluppo culturale locale, visto che è stata fatta da artigiani stranieri alla cultura e che hanno semplicemente copiato uno stile e lo hanno applicato a oggetti di origine esterna all'etnia.

## Modificazione del corpo

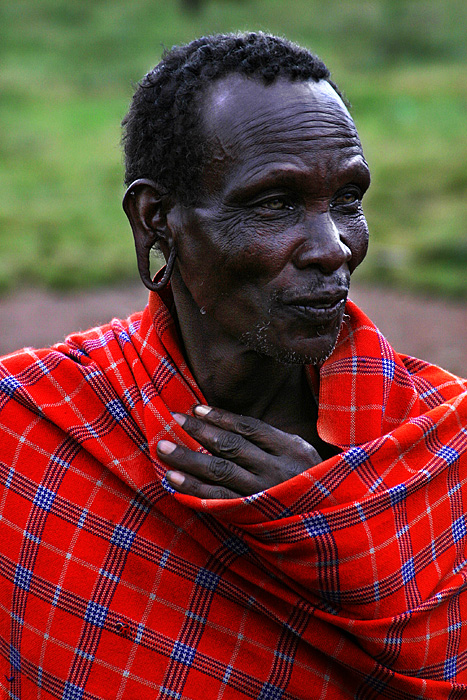
Anziano masai con i lobi delle orecchie allungati.

La modificazione corporea più evidente tra i masai è quella della perforazione del lobo delle orecchie e il conseguente allungamento della parte pendente del lobo. Il foro viene praticato usando un oggetto acuminato. Nel foro vengono inseriti spine e altri oggetti via via più grandi per aumentare progressivamente la lunghezza del lobo tagliato. Il lobo può poi essere ornato con perline, pezzi di avorio, orecchini. Questa pratica è sempre più rara, visto che i giovani non amano avere i lobi pendenti.
Alcune sezioni masai praticano la rimozione dei canini nei denti da latte, pensando che possano causare malattie gravi ai bambini. Anche uno o due incisivi possono essere rimossi – negli adulti – per permettere l'alimentazione in caso di paralisi della mandibola, questa è almeno la spiegazione data a chi chiede la ragione di tale comportamento. In realtà la soluzione più probabile è quella per cui, essendo frequente il fenomeno del furto di bambini tra comunità, si marchiavano indelebilmente i bambini della tribù al fine di poterli riconoscere.
La circoncisione e le mutilazioni genitali femminili vengono sostenute dall'idea che il pene non circonciso ricorda in parte la vagina e che il clitoride ricorda il pene. Queste parti devono essere rimosse per ristabilire la divisione dei sessi. Inoltre, l'esperienza del dolore sopportato in silenzio è considerato segno di maturità umana.

## Abbigliamento

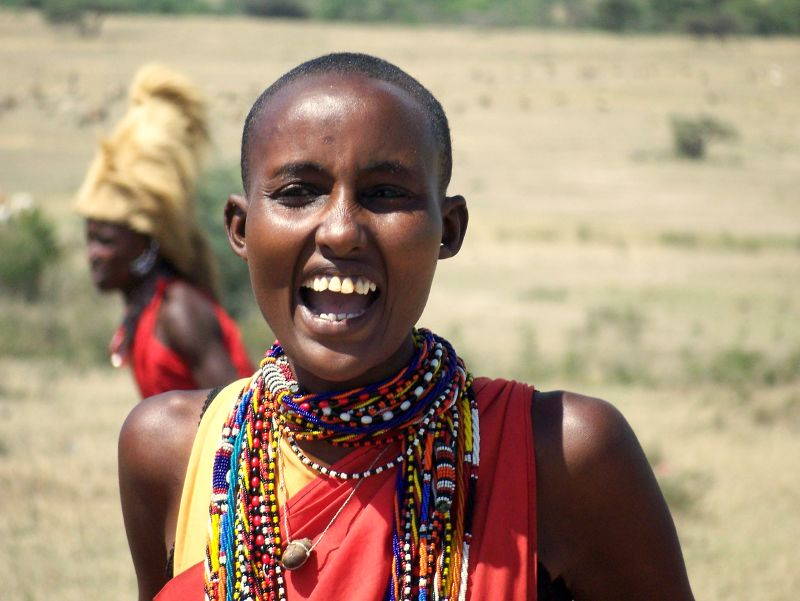
Donna masai

In tempi remoti, i masai vestivano di pelli, spesso colorate con colori vegetali. Anche i monili erano pochi, fatti con semi e fili di origine vegetale. Con l'arrivo dei colonialisti, i masai hanno cambiato il loro modo di vestire.
Dai soldati inglesi, i masai hanno acquisito le tipiche coperte usate per il kilt. Ora queste coperte - shuka - di cotone a quadri con i colori predominanti rosso e nero sono diventate un simbolo del vestire masai. Oggi molti masai vestono usando due teli di cotone leggero che dalla spalle si incrociano sui lombi. Qui viene posto un terzo telo a coprire il bacino. Il tutto è fissato da una cintura di cuoio. Alla cintura è fissata una spada corta. Su questo vestito, i masai portano la shuka.
Le donne preferiscono portare delle tuniche di colore blu, rosso o nero – il colore può indicare lo status sociale – a due strati. Anche le donne possono portare la shuka, ma è raro vedere questo comportamento fuori dal proprio enkang.
Le calzature sono sandali di cuoio, sempre più spesso sostituiti da sandali ottenuti da vecchi copertoni di automobile.
Al polso, un uomo masai può portare dei braccialetti di cuoio, legno, di perline o di metallo. Il braccialetto di metallo è prezioso in quanto è passato di padre in figlio. Un padre lo darà al figlio che egli considera migliore - non necessariamente il più vecchio - prima di morire. Questo braccialetto è così un segno di rispetto e di saggezza. Uomini e donne possono usare braccialetti di perline il cui disegno e serie di colori hanno a volte dei significati.

## Dieta
Come tutti i popoli pastori nilotici, anche i masai basavano la loro dieta sul bestiame e su quello che trovavano in natura. Carne, latte e il sangue di toro erano quindi il cibo più comune. Oggi, la dieta masai ha subito una grande trasformazione. Sempre più masai coltivano la terra e un normale pasto sarà a base di polenta bianca - ugali -, verdure cotte - mchicha in Tanzania e sukuma wiki in Kenya, - patate e cavoli. La carne viene consumata in giorni particolari.
Al mattino si mangia una specie di pastone ottenuto facendo bollire del miglio o della farina di mais nel latte. Si può inoltre trovare il chai, un tè cotto nel latte e acqua, spesso aromatizzato con del ginger. Il latte si beve, ma più spesso è lasciato fermentare e poi "mangiato". In questo caso, solo un uomo potrà servirlo ai commensali.

## Influenza sociale
I masai hanno saputo sfruttare bene l'immagine del guerriero senza paura. Tra i tanti gruppi etnici dell'Africa Orientale, i masai sono i più famosi e quelli sempre riconoscibili nei dépliant turistici. In realtà, i masai sono una minoranza, anche culturale, in Kenya e in Tanzania. Inoltre, l'indole masai è ben lontana da quella guerriera presentata ai turisti.
Nelle zone turistiche, i visitatori vengono portati a visitare i villaggi masai. I masai non vivono in villaggi - esattamente come la maggioranza delle altre etnie della zona - ma sanno bene che il turista vuole vedere un villaggio tradizionale.
La crescita del numero totale della popolazione, la ridotta possibilità del pascolo, l'inserimento nel mondo del lavoro e nelle strutture dello Stato, hanno portato i masai lontano dalle loro terre e dal loro modo di vita tradizionale. Sebbene molti vivano ancora sulle terre ancestrali, essi sono diventati una minoranza nei loro stessi territori, almeno in Kenya. Esistono uomini politici, militari e capi di industria masai ma la loro presenza nella società non ha un peso particolare.